# Marcin Wachowicz
Marcin Wachowicz (ur. 14 lutego 1981 w Choszcznie) – polski piłkarz, napastnik. Obecnie gra na pozycji napastnika w klubie Korona Raduń, występującej w gr. 5 szczecińskiej A-Klasy.
Wychowanek rodzinnego Piasta Choszczno. Przeszedł do Polonii Warszawa w sezonie 1999/2000, z którą zdobył Mistrzostwo Polski. W barwach stołecznej drużyny wystąpił tylko jeden raz. W następnych sezonach trafiał kolejno do: Mazowsza Grójec, Czarnych Żagań, Dolcanu Ząbki, Hutnika Warszawa i do Ceramiki Opoczno. W sezonach 2003/2004 i 2004/2005 reprezentował barwy ŁKS-u, gdzie regularnie występował w drugiej lidze.
Do pierwszej ligi powrócił na wiosnę sezonu 2004/2005 kiedy to przeszedł do Lecha Poznań. W styczniu 2007 roku trafił do Arki Gdynia w której barwach został wicekrólem strzelców drugiej ligi w rozgrywkach 2007/2008. Od 1 października 2010 zawodnik Ruch Radzionków. Po rundzie jesiennej sezonu 2010/2011 Marcin Wachowicz rozstał się z Ruchem Radzionków.